# پیگ زمینا
پیگ زمینا (به انگلیسی: Paige Zemina) (زادهٔ ۱۵ فوریهٔ ۱۹۶۸) شناگر اهل ایالات متحده آمریکا است.